# Amiral Charner (1893)
Amiral Charner – francuski mały krążownik pancerny z drugiej połowy XIX wieku. Główna jednostka typu Amiral Charner. Okręt nazwano na cześć admirała Léonarda Charnera. Zatopiony 11 lutego 1916 roku przez dowodzony przez Otto Hersinga niemiecki okręt podwodny U-21.
Krążownik wyposażony był w 16 kotłów parowych Belleville i dwie maszyny parowe potrójnego rozprężania (z tłokami poziomymi). Okręt uzbrojony był w dwie armaty okrętowe kalibru 194 mm L/45 Mle 1887 w wieżach na dziobie i rufie, sześć armat kalibru 138,6 mm L/45 Mle 1887 lub 1891 w wieżach po 3 w każdej burcie, cztery armaty dziewięciofuntowe (65 mm), cztery armaty trzyfuntowe (47 mm), sześć armat rewolwerowych 1-funtowych (37 mm) i cztery wyrzutnie torped kal. 450 mm.
"Amiral Charner" brał udział w I wojnie światowej. Do listopada 1914 zajmował się eskortą transportów do Maroka, następnie działał na wschodnim Morzu Śródziemnym. Między 4 a 22 września 1915 roku wziął udział w ewakuacji 4092 Ormian broniących się przed ludobójstwem ze strony Turków, transportując 347 osób. 8 lutego 1916 roku został storpedowany koło Bejrutu przez niemiecki okręt podwodny U-21. Trafiony okręt zatonął tak szybko, że z załogi ocalał tylko jeden człowiek.
Szczegółowy opis i dane w artykule krążowniki pancerne typu Amiral Charner